# بلانكنيزا
بلانكنيزه (بالألمانية: [ˌblaŋkənˈezə]) هي منطقة سكنية تقع في بلدية ألتونا في الجزء الغربي من هامبورغ، ألمانيا؛ وكانت حتى عام 1938 بلدية مستقلة في منطقة هولشتاين. تقع على الضفة اليمنى لنهر الإلبه. يبلغ عدد سكانها 13,637 نسمة حتى عام 2020، وتُعتبر اليوم واحدة من أرقى أحياء هامبورغ وأكثرها ثراءً.

## تاريخ
بلانكنيزه لها تاريخ طويل كقرية صيد على ضفاف نهر الإلبه.
في عام 1060، بنى رئيس أساقفة بريمن، أدالابرت، مقرًا لقسيس في موقع مستوطنة قديمة على تل سولبيرغ. لاحقًا، بنى كونتات هولشتاين قلعة في المكان نفسه، ولكن كلاهما دُمر على يد هامبورغ.
حتى عام 1927، كانت بلانكنيزه مدينة مستقلة في هولشتاين، ثم أُدمجت قانونيًا في مدينة ألتونا. في عام 1938، اندمجت ألتونا في هامبورغ بموجب قانون هامبورغ الكبرى.
خلال الحرب العالمية الثانية، كانت المنطقة السكنية تحتضن معسكرًا لضباط القوات الجوية الألمانية (لوفتفافه)، الذي أصبح مقرًا لمجموعة الإشارات 85 التابعة لسلاح الجو الملكي البريطاني عام 1945.
بعد الحرب، كان في بلانكنيزه دار للأيتام للأطفال الناجين من المحرقة.

## أصل الاسم
اسم بلانكنيزه مشتق من اللغة الألمانية المنخفضة (Low German) "blank ness"، والتي تعني "الرأس الأبيض" أو "الرأس البارز الأبيض" في نهر الإلبه.

## الصور

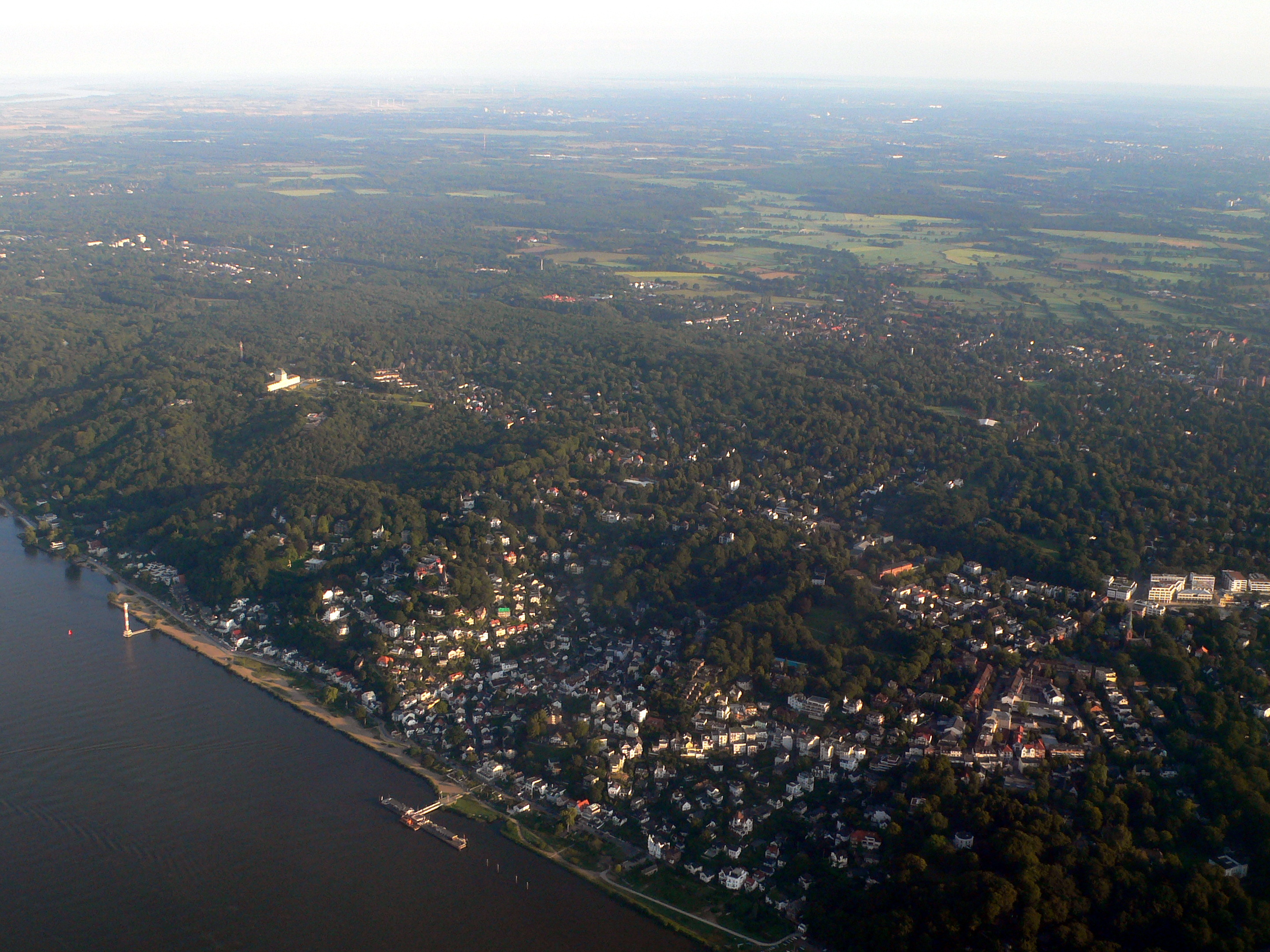
بلانكنيزا من الأعلى
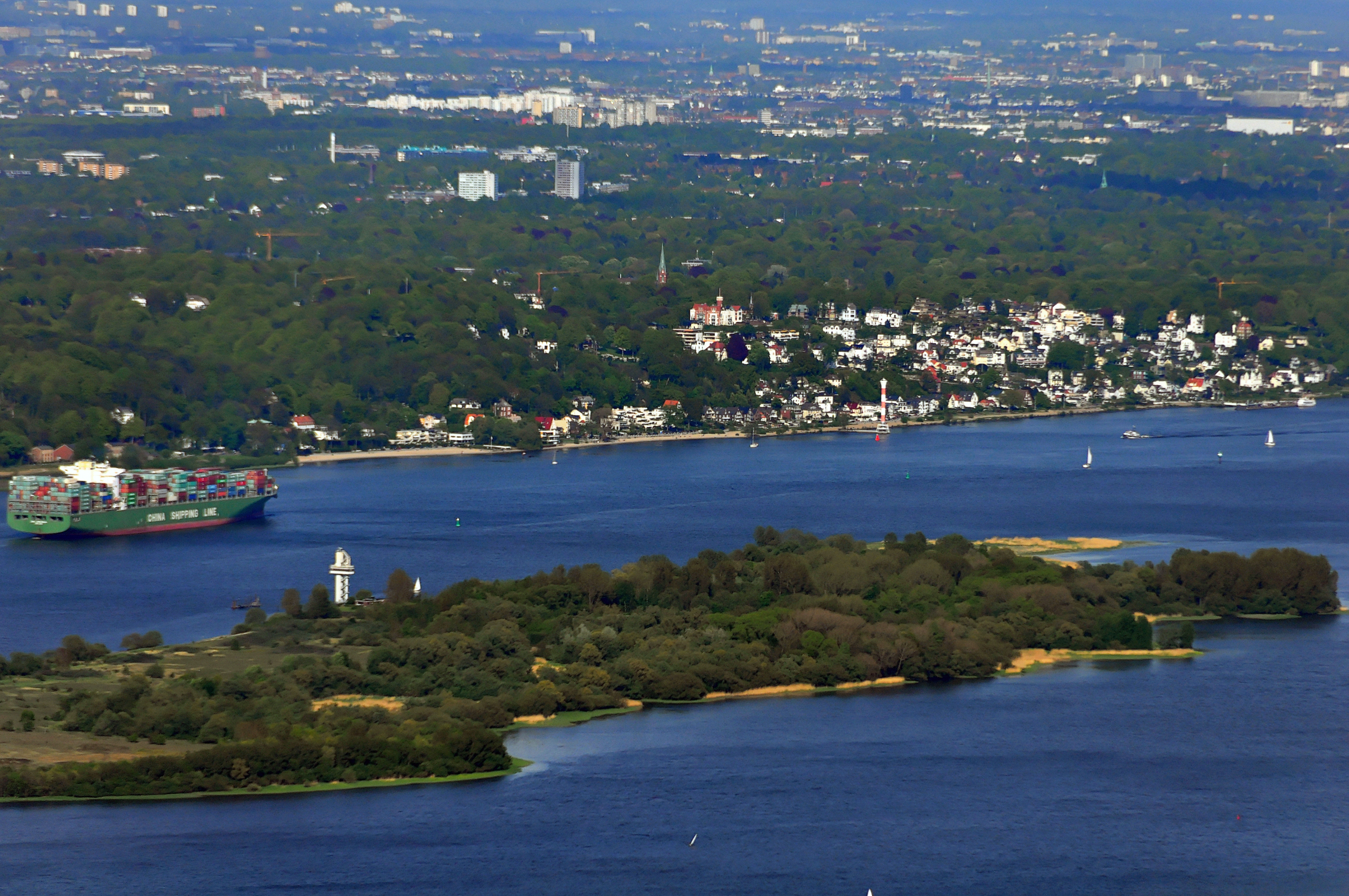
بلانكنيزا، كما هو موضح من الجانب الآخر من نهر إلبه
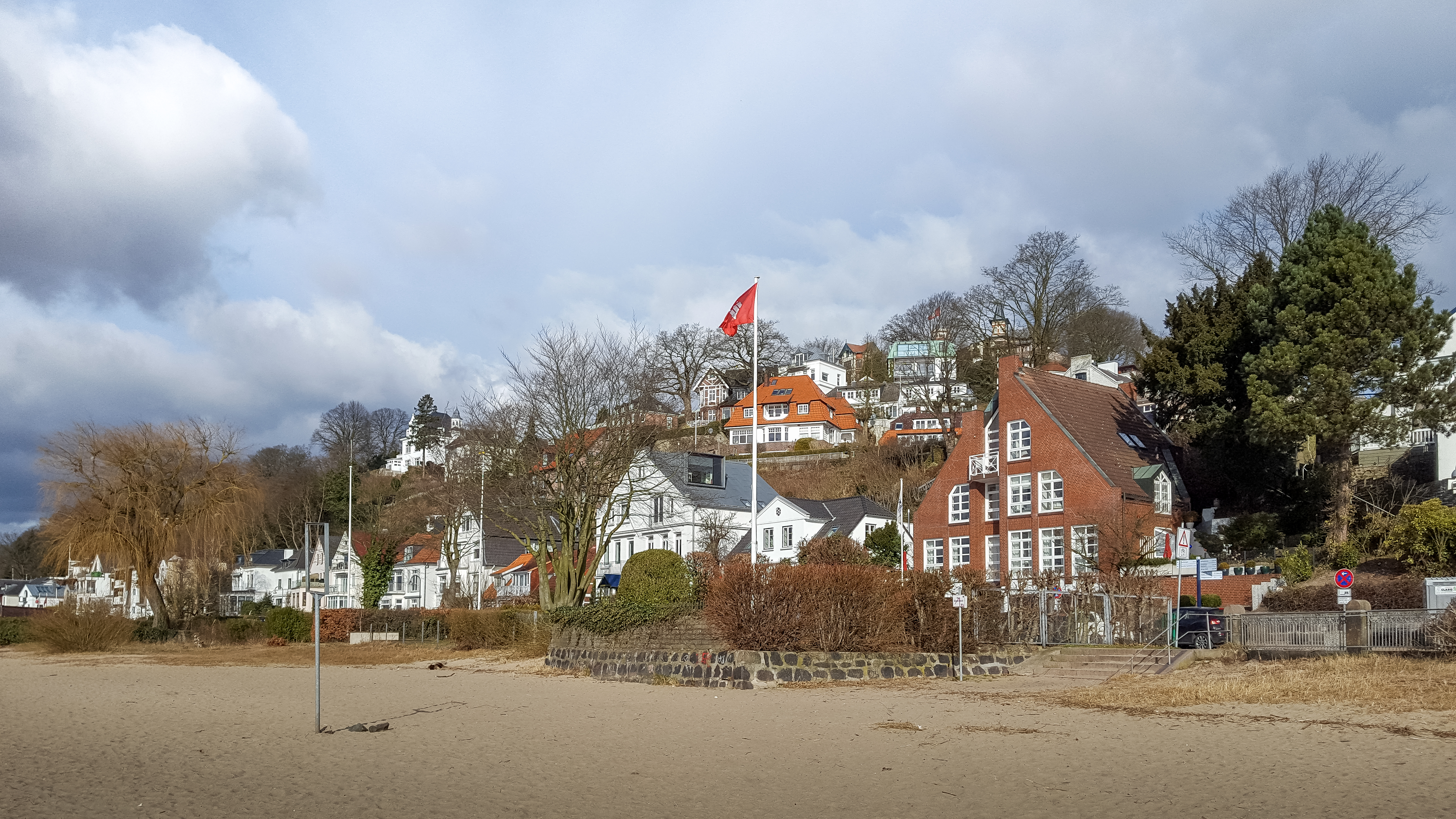
منزل
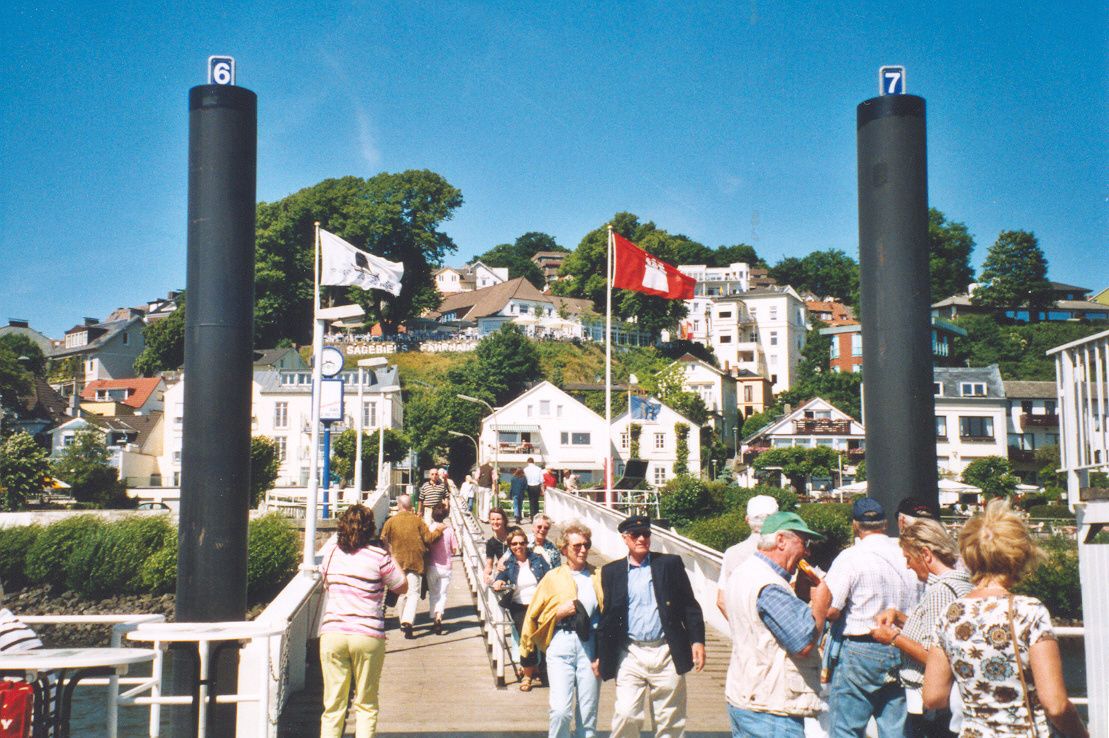
رصيف في بلانكنيزا
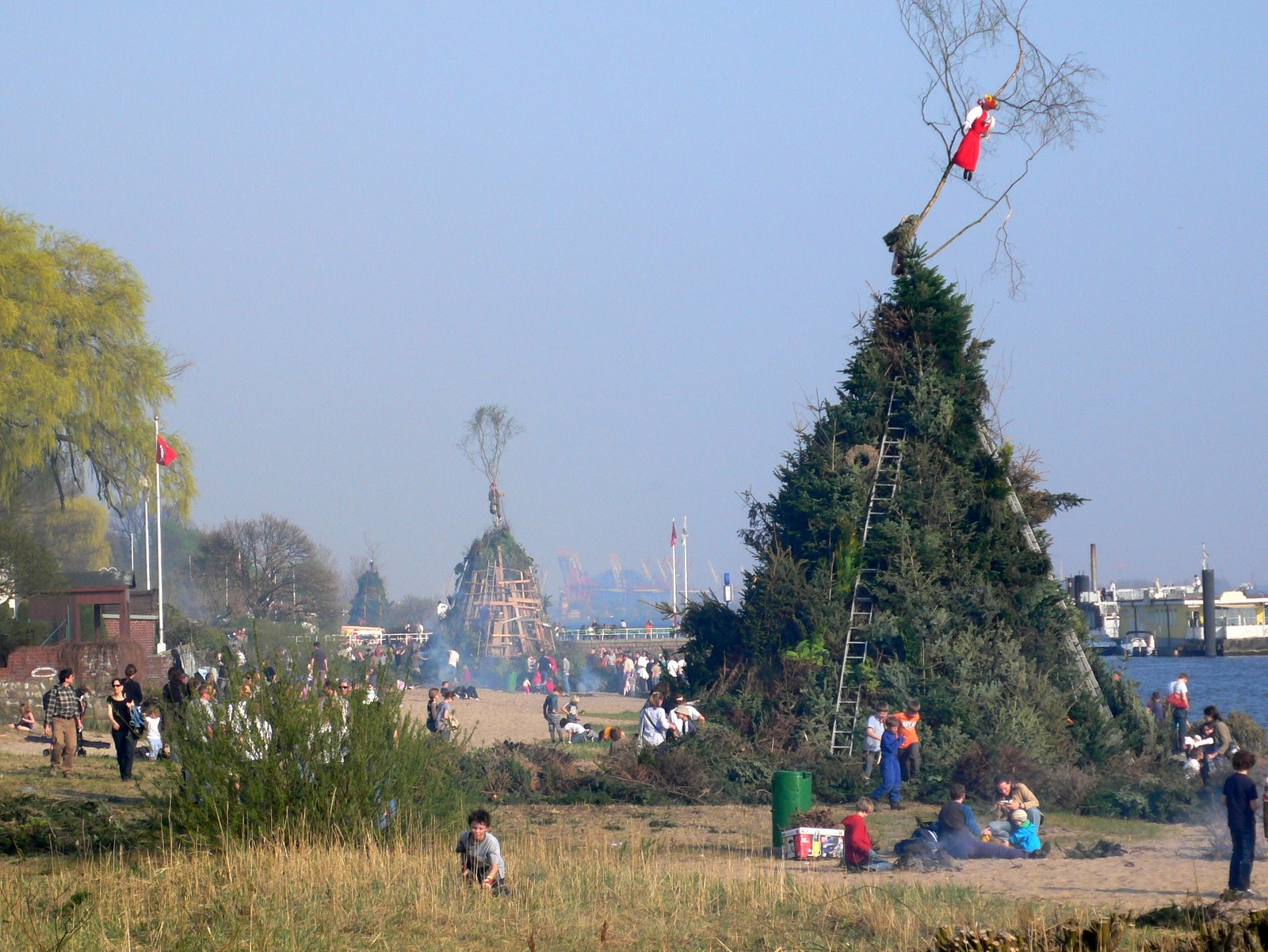
شاطئ
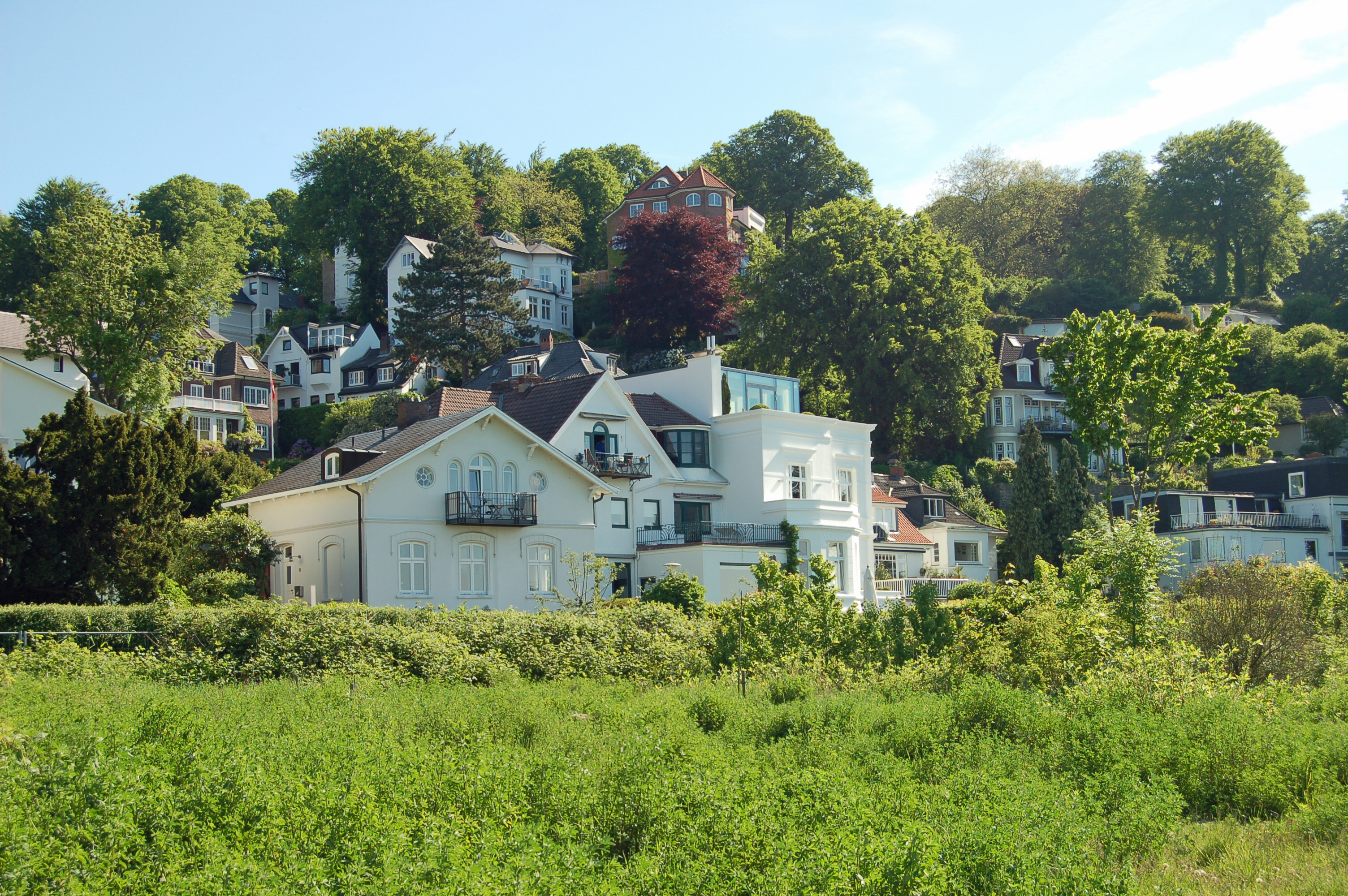
منزلs
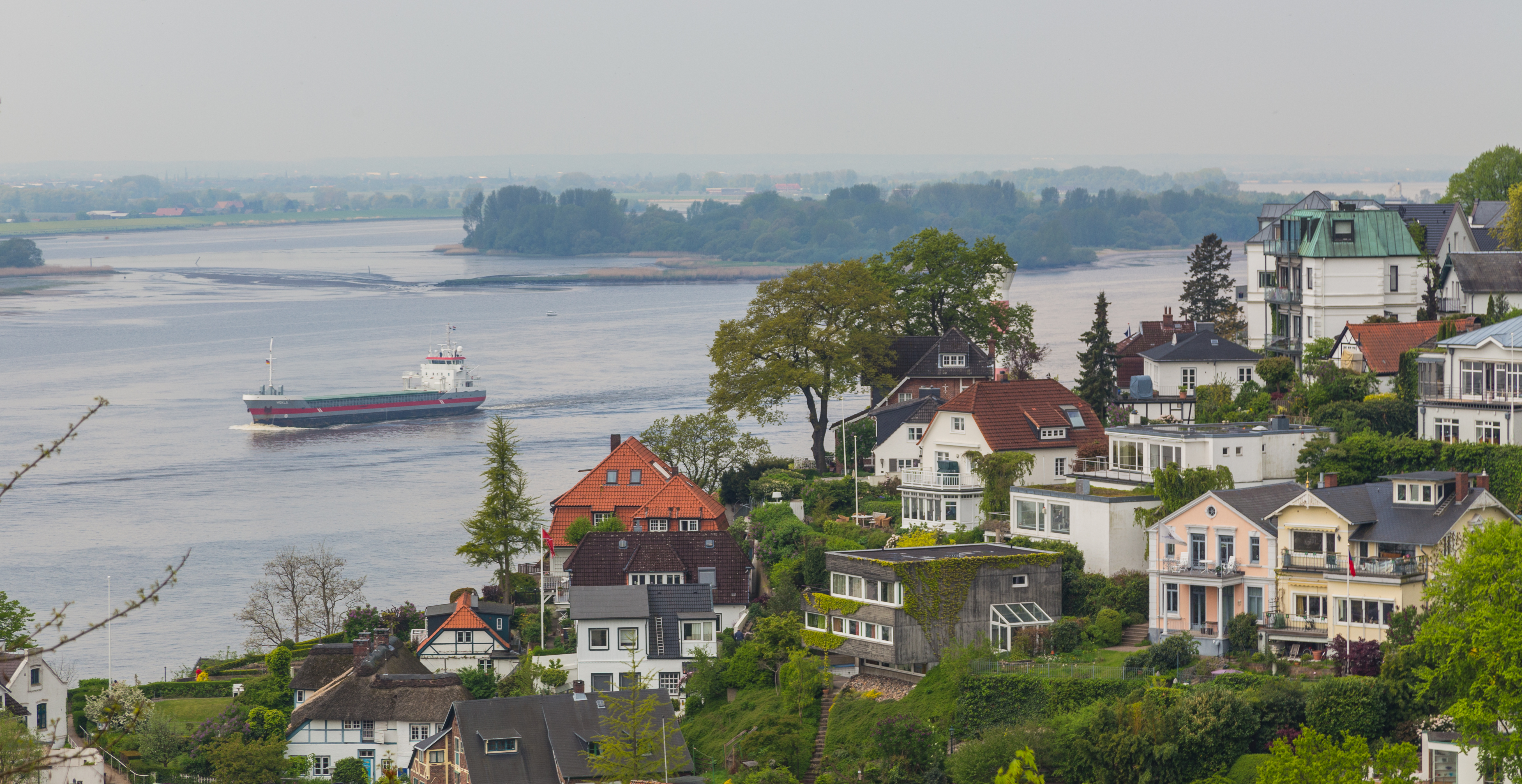
تل
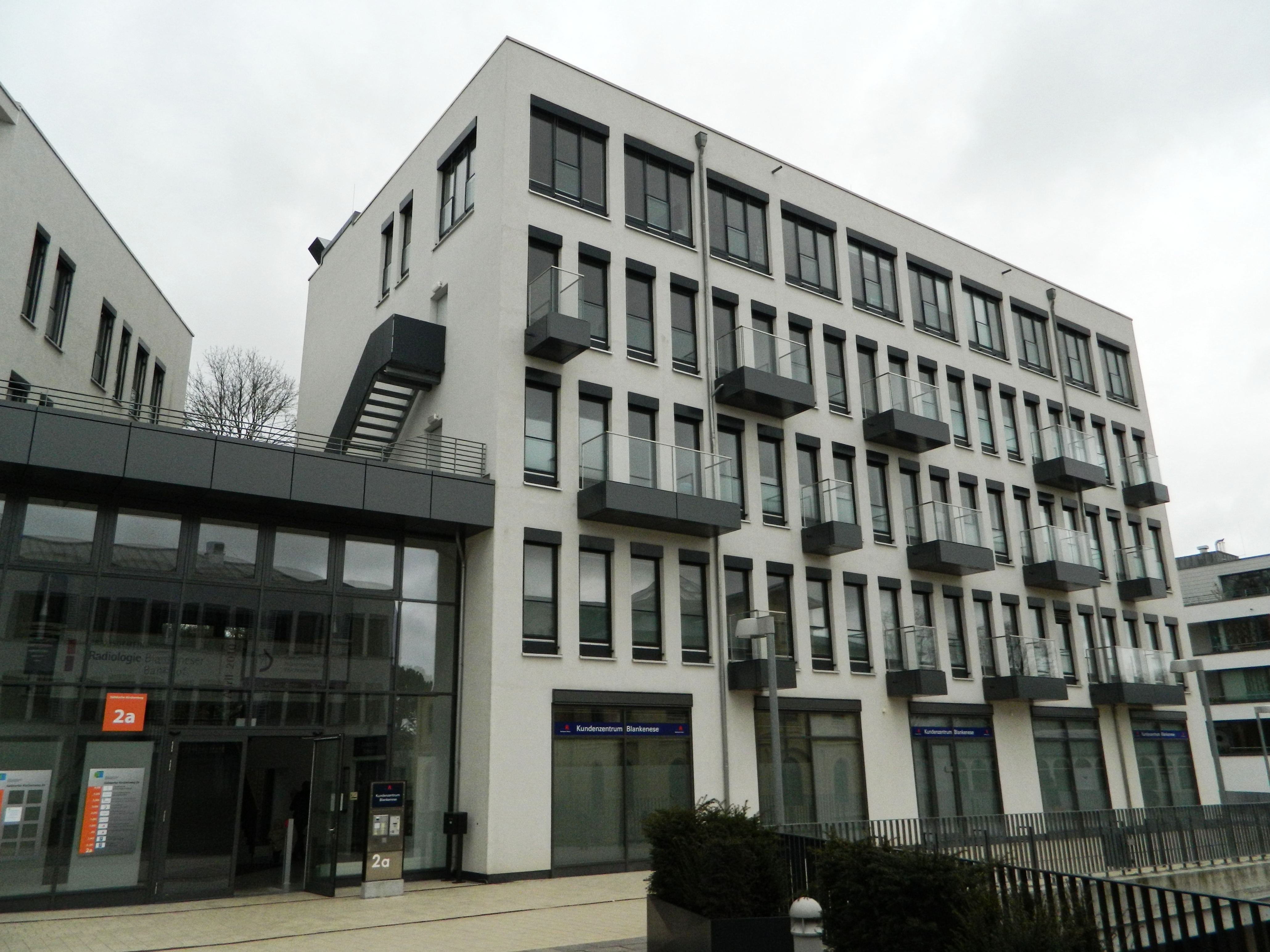
مكتب

## أعلام
- هاينز ليفين
- يوهان كورنر
- كارين هورني